# محافظة الشملي
محافظة الشملي هي إحدى محافظات منطقة حائل في السعودية، وعاصمتها الإدارية مدينة الشملي.

## نبذة
تقع محافظة الشملي غرب منطقة حائل وتبعد عن مدينة حائل حوالي 171 كم، ويبلغ عدد سكان المحافظة حوالي 19,059 نسمة.

## المراكز التابعة
تضم الشملي الكثير من المراكز والهجر وحتى القرى الصغيرة، منها:
- الحفيرة
- أسبطر
- عمائر ابن صنعاء
- بيضاء نثيل
- المصع
- بئر الرفدي
- فيضة ابن سويلم
- ساحوت
- غزلانة
- ذورة
- البويطن
- لبدة
- طفحان
- قليب الأطرم
- بئر ابن منوة
- مشرفة
- الصداة
- الدفاين
- اللبيدي
- بدايع ابن شتيوي
- العرقوب
- نعيمين
- قمراء
- روضه التنهات
- موزره
- حفيره السبعة
- حفاير العهين
- مبرز
- دفاين الجميعان
- دفاين الضبى
- أم نخلة
- مشيد

## التعليم
يوجد بالمحافظة عدد من المدارس، حوالي:
- 31 مدرسة ابتدائية للبنين وللبنات
- 20 مدرسة متوسطة للبنين والبنات
- 11 مدرسة ثانوية للبنين والبنات
- فرع جامعة حائل بالشملي للبنات، وبدأ عام 1434 الموافق 2013 ويضم عدداً من التخصصات.[6]

## المواقع الاثرية
من أهم المواقع الأثرية والتاريخية في محافظة الشملي:
- أدما: هي عين من المياه الصالحة للشرب وتعتبر من أقدم مصادر المياه بالشملي تبعد عن الحنية قرابة 5 كيلومتر غرباً.
- بئر الرفدي: تعتبر أحد أبرز معالم المنطقة العلاجية حيث تمتاز باحتوائه على المياه الكبريتية.
- محجة: منطقة جبال نحتتها الرياح بشكل فريد، وتوجد بها نقوش ثمودية، ومر بها عدد من المستشرقين منهم الفرنسي هوبر.
- الحنية: من الأماكن التي تمتاز بوجود رموز ونقوش قديمة تبعد عن الشملي 16 كيلو متر.